# Formica (île)
Pour les articles homonymes, voir Formica (homonymie).
L'île de Formica est une petite langue de terre entre l'Île de Levanzo dans l'archipel des Îles Égades et la côte de Trapani. Durant les siècles, elle a été habitée par les Phéniciens, les Carthaginois, les Grecs, les Troyens, les Italiques, les Romains, les Arabes puis les Normands.
Elle servait autrefois à pêcher et dépecer du poisson acheminé à Favignana.
Sur l'île se trouve encore les restes de deux édifices antiques ainsi qu'une construction fortifiée sur laquelle a été bâti un phare.
Privée, elle est aujourd'hui le siège d'une communauté thérapeutique pour aider les toxicomanes, appelée Mondo X et fondée par Padre Eligio.

## Sources
- (it) Cet article est partiellement ou en totalité issu de l’article de Wikipédia en italien intitulé « Isola Formica » (voir la liste des auteurs).